# Iasmin Latovlevici
Iasmin Latovlevici (Moldova Nouă, 11 de maio de 1986) é um futebolista romeno, que joga como lateral-esquerdo.
Atualmente, joga pelo Bursaspor.
Após participar de todos os jogos da primeira fase da temporada 2005/2006 pelo CFR Timișoara, foi promovido o time principal do Politehnica, fazendo sua estréia na Divizia A na mesma temporada, contra o Oţelul Galaţi.
Jogou também por Gloria Bistriţa, Steaua Bucareste e Gençlerbirliği, chegando ao Karabükspor em 2016.
Latovlevici integrou ainda a equipe sub-21 da Seleção Romena entre 2006 e 2008, além de ter jogado 11 vezes pela equipe adulta, desde 2011.